# Österreichischer Fußball-Cup 2025/26

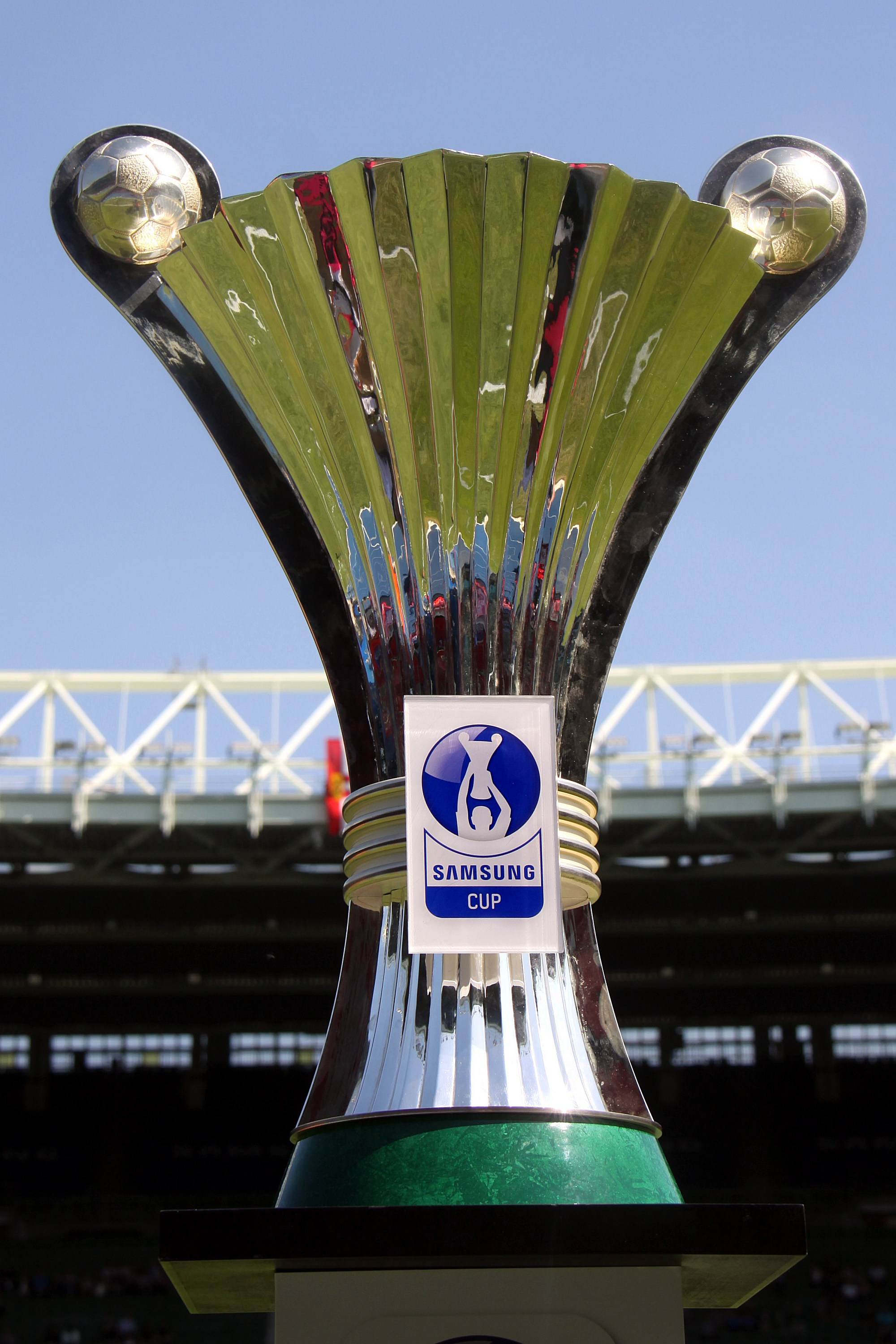
Siegestrophäe für Vereine: ÖFB-Pokal

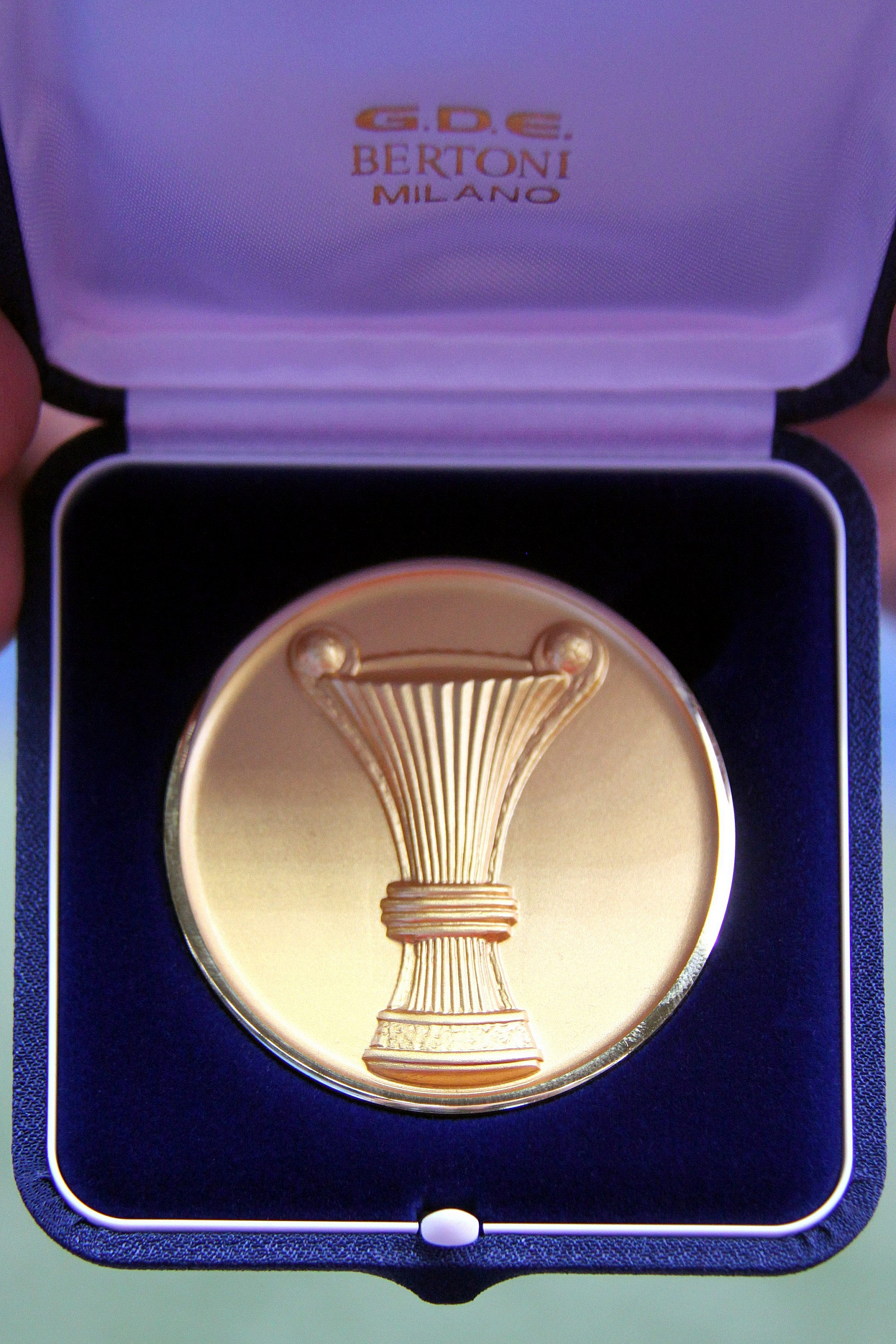
Siegermedaille für Spieler

Der Cup des Österreichischen Fußball-Bundes wird in der Saison 2025/26 zum 91. Mal ausgespielt. Die offizielle Bezeichnung des Wettbewerbs lautet nach dem Bewerbssponsor Uniqa, der seit 2017 die Bewerb unterstützt, „Uniqa ÖFB Cup“. Der Slogan des Bewerbs lautet „#GlaubeWilleMut“ (bis 2017 „Tore für Europa“). Der Sieger ist berechtigt, an der UEFA Europa League 2025/26 teilzunehmen. Sollte der Pokalsieger schon für die UEFA Champions League qualifiziert sein, so nimmt der Tabellenvierte der Meisterschaft 2023/24 an der Qualifikation für die UEFA Conference League teil.
Titelverteidiger ist der Wolfsberger AC, der zuletzt den TSV Hartberg mit 1:0 besiegte. Torschützenkönig des letzten Jahres war Donis Avdijaj (Hartberg) mit sieben Treffern.

## Teilnehmer
An der ersten Runde nehmen 64 Mannschaften teil. Aus dem Profi-Bereich nehmen die zwölf Mannschaften der Bundesliga und der 2. Liga teil. Die Zweitmannschaften bzw. Farmteams von Bundesligisten (FC Liefering, SK Sturm Graz II, SK Rapid Wien II & Young Violets Austria Wien) sind nicht spielberechtigt.
Die restlichen Plätze wurden nach einem festgelegten Schlüssel auf Amateurvereine in den Landesverbänden aufgeteilt:
- 6 Mannschaften:
  - Niederösterreichischer Fußballverband
- 5 Mannschaften:
  - Oberösterreichischer Fußballverband
  - Steirischer Fußballverband
- 4 Mannschaften:
  - Burgenländischer Fußballverband
  - Kärntner Fußballverband
  - Tiroler Fußballverband
  - Wiener Fußball-Verband
  - Salzburger Fußballverband
  - Vorarlberger Fußballverband

| Bundesliga (12) | 2. Liga (12) | Landescupsieger (9) |
| --- | --- | --- |
| - SCR Altach - Grazer AK - SK Sturm Graz (M) - TSV Hartberg - LASK - FC Blau-Weiß Linz - SV Ried - FC Red Bull Salzburg - WSG Tirol - FK Austria Wien - SK Rapid Wien - Wolfsberger AC (C) | - Admira Wacker - SKU Amstetten - Schwarz-Weiß Bregenz - Floridsdorfer AC - Kapfenberger SV - SK Austria Klagenfurt - SC Austria Lustenau - SV Austria Salzburg - SKN St. Pölten - SV Stripfing - First Vienna FC - FC Hertha Wels | - FC Dornbirn 1913 (V, RL) - SV Dinamo Helfort (W, LL) - SC Hirschwang (NÖ, L5) - FC Lendorf (K, LL) - SC-ESV Parndorf 1919 (B, RL) - SVG Reichenau (T, RL) - FC Pinzgau Saalfelden (S, RL) - SV Tillmitsch (ST, LL) - Union Vöcklamarkt (OÖ, LL) |
| Regionalliga Ost (10) | Regionalliga Mitte (10) | Regionalliga West (8) |
| - SV Horn - Kremser SC - FC Marchfeld Donauauen - SC Neusiedl am See - SV Oberwart - SC Retz - FCM Traiskirchen - SV Donau Wien - SR Donaufeld Wien - Wiener Sport-Club                    | - Union Dietach - Union Gurten - SC Kalsdorf - SV Lafnitz - ASKÖ Oedt - SK Treibach - ATUS Velden - ASK Voitsberg - SV Wallern - SC Weiz                                                                                           | - SK Bischofshofen - VfB Hohenems - SC Imst - FC Wacker Innsbruck - SV Kuchl - FC Lauterach - SC Schwaz - SV Wals-Grünau |
| Landesligen (3) | | |
| - UFC Jennersdorf (B) - SC Röthis (V) - ATSV Wolfsberg (K) | | |

## Terminkalender
Gemäß Rahmenterminplan 2025/26 wurden folgende Spieltermine fixiert:
- 1. Runde: 25. bis 27. Juli 2025
- 2. Runde: 26. bis 28. August 2025
- Achtelfinale: 28. bis 30. Oktober 2025
- Viertelfinale: 30. Jänner bis 1. Februar 2026
- Halbfinale: 3. bis 5. März 2026
- Finale: 1. Mai 2026

## 1. Runde

### Auslosungsmodus
Die Auslosung der ersten Runde erfolgte am 18. Juni 2025 durch Wilhelm Kreuz. Die Auslosung wurde vom ORF live übertragen.

### Paarungen der 1. Runde
Die Spiele der 1. Runde sind für Freitag, 25., Samstag, 26., und Sonntag, 27. Juli 2025, angesetzt.
| Datum / Zuschauer   | Liga | Liga | Liga | Heimmannschaft | | Gastmannschaft | Ergebnis |
| ------------------- | --- | --- | --- | --- | --- | --- | --- |
| 25.07.2025 / 1.200  | RL | – | 2L | SR Donaufeld Wien | – | Floridsdorfer AC | 0:4 (0:3) |
| SR: Harkam          | Torschützen: | Torschützen: | Torschützen: | 0:1 (11.) Lan Piskule, 0:2 (33.) Evan Eghosa Aisowieren, 0:3 (35.) Evan Eghosa Aisowieren, 0:4 (48.) Lukas Gabbichler | 0:1 (11.) Lan Piskule, 0:2 (33.) Evan Eghosa Aisowieren, 0:3 (35.) Evan Eghosa Aisowieren, 0:4 (48.) Lukas Gabbichler | 0:1 (11.) Lan Piskule, 0:2 (33.) Evan Eghosa Aisowieren, 0:3 (35.) Evan Eghosa Aisowieren, 0:4 (48.) Lukas Gabbichler | 0:1 (11.) Lan Piskule, 0:2 (33.) Evan Eghosa Aisowieren, 0:3 (35.) Evan Eghosa Aisowieren, 0:4 (48.) Lukas Gabbichler |
| 25.07.2025 / 700    | RL | – | BL | SC-ESV Parndorf 1919 (LC) | – | SV Ried | 0:5 (0:1) |
| SR: Demir           | Torschützen: | Torschützen: | Torschützen: | 0:1 (35.) Mark Grosse, 0:2 (73.) Joris Boguo, 0:3 (80.) Michael Sollbauer, 0:4 (86.) Joris Boguo, 0:5 (90.) Mark Grosse | 0:1 (35.) Mark Grosse, 0:2 (73.) Joris Boguo, 0:3 (80.) Michael Sollbauer, 0:4 (86.) Joris Boguo, 0:5 (90.) Mark Grosse | 0:1 (35.) Mark Grosse, 0:2 (73.) Joris Boguo, 0:3 (80.) Michael Sollbauer, 0:4 (86.) Joris Boguo, 0:5 (90.) Mark Grosse | 0:1 (35.) Mark Grosse, 0:2 (73.) Joris Boguo, 0:3 (80.) Michael Sollbauer, 0:4 (86.) Joris Boguo, 0:5 (90.) Mark Grosse |
| 25.07.2025 / 800    | RL | – | BL | SV Wallern | – | Wolfsberger AC (C) | 1:3 (1:1) |
| SR: Maier           | Torschützen: | Torschützen: | Torschützen: | 0:1 (26.) Donis Avdijaj, 1:1 (45+2.) Philipp Mitter, 1:2 (52.) Donis Avdijaj, 1:3 (88.) Dejan Zukić | 0:1 (26.) Donis Avdijaj, 1:1 (45+2.) Philipp Mitter, 1:2 (52.) Donis Avdijaj, 1:3 (88.) Dejan Zukić | 0:1 (26.) Donis Avdijaj, 1:1 (45+2.) Philipp Mitter, 1:2 (52.) Donis Avdijaj, 1:3 (88.) Dejan Zukić | 0:1 (26.) Donis Avdijaj, 1:1 (45+2.) Philipp Mitter, 1:2 (52.) Donis Avdijaj, 1:3 (88.) Dejan Zukić |
| 25.07.2025 / 222    | RL | – | RL | SVG Reichenau (LC) | – | VfB Hohenems | 4:1 (3:0) |
| SR: Talic           | Torschützen: | Torschützen: | Torschützen: | 1:0 (21.) Maximilian Plattner, 2:0 (30.) Mario Kleinlercher, 3:0 (40.) Maximilian Plattner, 4:0 (81.) Stefan Kordic, 4:1 (83.) Pierre Nagler | 1:0 (21.) Maximilian Plattner, 2:0 (30.) Mario Kleinlercher, 3:0 (40.) Maximilian Plattner, 4:0 (81.) Stefan Kordic, 4:1 (83.) Pierre Nagler | 1:0 (21.) Maximilian Plattner, 2:0 (30.) Mario Kleinlercher, 3:0 (40.) Maximilian Plattner, 4:0 (81.) Stefan Kordic, 4:1 (83.) Pierre Nagler | 1:0 (21.) Maximilian Plattner, 2:0 (30.) Mario Kleinlercher, 3:0 (40.) Maximilian Plattner, 4:0 (81.) Stefan Kordic, 4:1 (83.) Pierre Nagler |
| 25.07.2025 / 800    | RL | – | 2L | Kremser SC | – | SKU Amstetten | 2:3 i. E. (1:0, 1:1; 1:1) |
| SR: Sadikovski      | Torschützen: | Torschützen: | Torschützen: | 1:0 (31.) Fabian Eggenfellner, 1:1 (85.) David Peham : Luca Wimhofer (36., Amstetten) | 1:0 (31.) Fabian Eggenfellner, 1:1 (85.) David Peham : Luca Wimhofer (36., Amstetten) | 1:0 (31.) Fabian Eggenfellner, 1:1 (85.) David Peham : Luca Wimhofer (36., Amstetten) | 1:0 (31.) Fabian Eggenfellner, 1:1 (85.) David Peham : Luca Wimhofer (36., Amstetten) |
| 25.07.2025 / 450    | RL | – | 2L | SC Kalsdorf | – | SKN St. Pölten | 0:5 (0:2) |
| SR: Schlacher       | Torschützen: | Torschützen: | Torschützen: | 0:1 (21.) Winfred Amoah, 0:2 (26.) Marco Hausjell, 0:3 (53.) Din Barlov, 0:4 (60.) Marc Stendera, 0:5 (69.) Din Barlov | 0:1 (21.) Winfred Amoah, 0:2 (26.) Marco Hausjell, 0:3 (53.) Din Barlov, 0:4 (60.) Marc Stendera, 0:5 (69.) Din Barlov | 0:1 (21.) Winfred Amoah, 0:2 (26.) Marco Hausjell, 0:3 (53.) Din Barlov, 0:4 (60.) Marc Stendera, 0:5 (69.) Din Barlov | 0:1 (21.) Winfred Amoah, 0:2 (26.) Marco Hausjell, 0:3 (53.) Din Barlov, 0:4 (60.) Marc Stendera, 0:5 (69.) Din Barlov |
| 25.07.2025 / 650    | RL | – | 2L | SC Imst | – | FC Hertha Wels | 1:3 i. E. (1:1, 2:2; 3:3) |
| SR: Medwed          | Torschützen: | Torschützen: | Torschützen: | 0:1 (9.) Roman Steinmann, 1:1 (19.) Christoph Eller, 1:2 (59.) Jonas Schwaighofer, 2:2 (83.) Lukas Lamp, 2:3 (97.) Markus Forjan, 3:3 (114.) René Prantl : Danso Djana (74., Imst) | 0:1 (9.) Roman Steinmann, 1:1 (19.) Christoph Eller, 1:2 (59.) Jonas Schwaighofer, 2:2 (83.) Lukas Lamp, 2:3 (97.) Markus Forjan, 3:3 (114.) René Prantl : Danso Djana (74., Imst) | 0:1 (9.) Roman Steinmann, 1:1 (19.) Christoph Eller, 1:2 (59.) Jonas Schwaighofer, 2:2 (83.) Lukas Lamp, 2:3 (97.) Markus Forjan, 3:3 (114.) René Prantl : Danso Djana (74., Imst) | 0:1 (9.) Roman Steinmann, 1:1 (19.) Christoph Eller, 1:2 (59.) Jonas Schwaighofer, 2:2 (83.) Lukas Lamp, 2:3 (97.) Markus Forjan, 3:3 (114.) René Prantl : Danso Djana (74., Imst) |
| 25.07.2025 / 875    | RL | – | 2L | SC Weiz | – | Admira Wacker | 0:3 (0:0) |
| SR: Thiel           | Torschützen: | Torschützen: | Torschützen: | 0:1 (49.) Justin Forst, 0:2 (75.) Turgay Gemicibaşı, 0:3 (90+3.) Aaron Sky Schwarz | 0:1 (49.) Justin Forst, 0:2 (75.) Turgay Gemicibaşı, 0:3 (90+3.) Aaron Sky Schwarz | 0:1 (49.) Justin Forst, 0:2 (75.) Turgay Gemicibaşı, 0:3 (90+3.) Aaron Sky Schwarz | 0:1 (49.) Justin Forst, 0:2 (75.) Turgay Gemicibaşı, 0:3 (90+3.) Aaron Sky Schwarz |
| 25.07.2025 / 1.000  | RL | – | BL | FC Dornbirn 1913 (LC) | – | Grazer AK | 1:0 (1:0) |
| SR: Bosnjak         | Torschützen: | Torschützen: | Torschützen: | 1:0 (6., Elfmeter) Tamás Herbály | 1:0 (6., Elfmeter) Tamás Herbály | 1:0 (6., Elfmeter) Tamás Herbály | 1:0 (6., Elfmeter) Tamás Herbály |
| 25.07.2025 / 580    | RL | – | RL | Union Gurten | – | SV Wals-Grünau | 6:2 (4:0) |
| SR: Eder            | Torschützen: | Torschützen: | Torschützen: | 1:0 (3.) Dominic Bauer, 2:0 (21.) Dominic Bauer, 3:0 (23.) Felix Seiwald, 4:0 (31.) Michael Oberwinkler, 4:1 (55.) Gerhard Brennsteiner, 4:2 (58.) Nemanja Žikić, 5:2 (64.) Fabian Wimmleitner, 6:2 (90+4.) Ermal Krasniqi                                                                     | 1:0 (3.) Dominic Bauer, 2:0 (21.) Dominic Bauer, 3:0 (23.) Felix Seiwald, 4:0 (31.) Michael Oberwinkler, 4:1 (55.) Gerhard Brennsteiner, 4:2 (58.) Nemanja Žikić, 5:2 (64.) Fabian Wimmleitner, 6:2 (90+4.) Ermal Krasniqi                                                                     | 1:0 (3.) Dominic Bauer, 2:0 (21.) Dominic Bauer, 3:0 (23.) Felix Seiwald, 4:0 (31.) Michael Oberwinkler, 4:1 (55.) Gerhard Brennsteiner, 4:2 (58.) Nemanja Žikić, 5:2 (64.) Fabian Wimmleitner, 6:2 (90+4.) Ermal Krasniqi                                                                     | 1:0 (3.) Dominic Bauer, 2:0 (21.) Dominic Bauer, 3:0 (23.) Felix Seiwald, 4:0 (31.) Michael Oberwinkler, 4:1 (55.) Gerhard Brennsteiner, 4:2 (58.) Nemanja Žikić, 5:2 (64.) Fabian Wimmleitner, 6:2 (90+4.) Ermal Krasniqi                                                                     |
| 25.07.2025 / 250    | RL | – | RL | FC Lauterach | – | SC Schwaz | 0:5 (0:3) |
| SR: Nisandzic       | Torschützen: | Torschützen: | Torschützen: | 0:1 (18.) Michael Knoflach, 0:2 (24.) Nicolas Jäkel, 0:3 (37., Elfmeter) Sandro Neurauter, 0:4 (49.) Can Alak, 0:5 (71.) Daniel Osuji | 0:1 (18.) Michael Knoflach, 0:2 (24.) Nicolas Jäkel, 0:3 (37., Elfmeter) Sandro Neurauter, 0:4 (49.) Can Alak, 0:5 (71.) Daniel Osuji | 0:1 (18.) Michael Knoflach, 0:2 (24.) Nicolas Jäkel, 0:3 (37., Elfmeter) Sandro Neurauter, 0:4 (49.) Can Alak, 0:5 (71.) Daniel Osuji | 0:1 (18.) Michael Knoflach, 0:2 (24.) Nicolas Jäkel, 0:3 (37., Elfmeter) Sandro Neurauter, 0:4 (49.) Can Alak, 0:5 (71.) Daniel Osuji |
| 25.07.2025 / 290    | RL | – | LL | FC Marchfeld Donauauen | – | UFC Jennersdorf | 6:1 (2:0) |
| SR: Celebi          | Torschützen: | Torschützen: | Torschützen: | 1:0 (21., Elfmeter) Pascal Sagmeister, 2:0 (39.) Markus Nowotny, 3:0 (70.) Amar Helić, 4:0 (77.) David Oroshi, 5:0 (85.) Nicolas Meister, 6:0 (88.) Karlo Lalic, 6:1 (90.) Constantin Dunkl | 1:0 (21., Elfmeter) Pascal Sagmeister, 2:0 (39.) Markus Nowotny, 3:0 (70.) Amar Helić, 4:0 (77.) David Oroshi, 5:0 (85.) Nicolas Meister, 6:0 (88.) Karlo Lalic, 6:1 (90.) Constantin Dunkl | 1:0 (21., Elfmeter) Pascal Sagmeister, 2:0 (39.) Markus Nowotny, 3:0 (70.) Amar Helić, 4:0 (77.) David Oroshi, 5:0 (85.) Nicolas Meister, 6:0 (88.) Karlo Lalic, 6:1 (90.) Constantin Dunkl | 1:0 (21., Elfmeter) Pascal Sagmeister, 2:0 (39.) Markus Nowotny, 3:0 (70.) Amar Helić, 4:0 (77.) David Oroshi, 5:0 (85.) Nicolas Meister, 6:0 (88.) Karlo Lalic, 6:1 (90.) Constantin Dunkl |
| 25.07.2025 / 292    | RL | – | RL | ATUS Velden | – | SC Neusiedl am See | 3:2 (1:1) |
| SR: Bauernfeind     | Torschützen: | Torschützen: | Torschützen: | 1:0 (9.) Tom Žurga, 1:1 (45.) Denis Dizdarević, 1:2 (66.) Denis Dizdarević, 2:2 (89.) Thorsten Mahrer, 3:2 (90+1.) Alessandro Kiko | 1:0 (9.) Tom Žurga, 1:1 (45.) Denis Dizdarević, 1:2 (66.) Denis Dizdarević, 2:2 (89.) Thorsten Mahrer, 3:2 (90+1.) Alessandro Kiko | 1:0 (9.) Tom Žurga, 1:1 (45.) Denis Dizdarević, 1:2 (66.) Denis Dizdarević, 2:2 (89.) Thorsten Mahrer, 3:2 (90+1.) Alessandro Kiko | 1:0 (9.) Tom Žurga, 1:1 (45.) Denis Dizdarević, 1:2 (66.) Denis Dizdarević, 2:2 (89.) Thorsten Mahrer, 3:2 (90+1.) Alessandro Kiko |
| 25.07.2025 / 850    | LL | – | 2L | Union Vöcklamarkt (LC) | – | Schwarz-Weiß Bregenz | 0:2 (0:1) |
| SR: Gamper          | Torschützen: | Torschützen: | Torschützen: | 0:1 (14.) Johannes Schriebl, 0:2 (53.) Lewan Eloschwili | 0:1 (14.) Johannes Schriebl, 0:2 (53.) Lewan Eloschwili | 0:1 (14.) Johannes Schriebl, 0:2 (53.) Lewan Eloschwili | 0:1 (14.) Johannes Schriebl, 0:2 (53.) Lewan Eloschwili |
| 25.07.2025 / 400    | RL | – | BL | FCM Traiskirchen | – | WSG Tirol | 0:4 (0:1) |
| SR: Divkovic        | Torschützen: | Torschützen: | Torschützen: | 0:1 (22.) Tobias Anselm, 0:2 (70., Elfmeter) Valentino Müller, 0:3 (72.) Thomas Sabitzer, 0:4 (79.) Lukas Hinterseer | 0:1 (22.) Tobias Anselm, 0:2 (70., Elfmeter) Valentino Müller, 0:3 (72.) Thomas Sabitzer, 0:4 (79.) Lukas Hinterseer | 0:1 (22.) Tobias Anselm, 0:2 (70., Elfmeter) Valentino Müller, 0:3 (72.) Thomas Sabitzer, 0:4 (79.) Lukas Hinterseer | 0:1 (22.) Tobias Anselm, 0:2 (70., Elfmeter) Valentino Müller, 0:3 (72.) Thomas Sabitzer, 0:4 (79.) Lukas Hinterseer |
| 25.07.2025 / 600    | RL | – | 2L | SV Horn | – | SK Austria Klagenfurt | 2:0 (2:0) |
| SR: Talic           | Torschützen: | Torschützen: | Torschützen: | 1:0 (11.) Zoran Mihailović, 2:0 (17.) Simon Widor : Joel Kitenge (86., Horn) | 1:0 (11.) Zoran Mihailović, 2:0 (17.) Simon Widor : Joel Kitenge (86., Horn) | 1:0 (11.) Zoran Mihailović, 2:0 (17.) Simon Widor : Joel Kitenge (86., Horn) | 1:0 (11.) Zoran Mihailović, 2:0 (17.) Simon Widor : Joel Kitenge (86., Horn) |
| 25.07.2025 / 1.000  | LL | – | 2L | SV Tillmitsch (LC) | – | First Vienna FC | 1:3 (0:1) |
| SR: Autherith       | Torschützen: | Torschützen: | Torschützen: | 0:1 (1.) Bernhard Zimmermann, 0:2 (60.) Amir Abdijanovic, 1:2 (62.) Jonas Lang, 1:3 (71.) Amar Abdijanovic | 0:1 (1.) Bernhard Zimmermann, 0:2 (60.) Amir Abdijanovic, 1:2 (62.) Jonas Lang, 1:3 (71.) Amar Abdijanovic | 0:1 (1.) Bernhard Zimmermann, 0:2 (60.) Amir Abdijanovic, 1:2 (62.) Jonas Lang, 1:3 (71.) Amar Abdijanovic | 0:1 (1.) Bernhard Zimmermann, 0:2 (60.) Amir Abdijanovic, 1:2 (62.) Jonas Lang, 1:3 (71.) Amar Abdijanovic |
| 25.07.2025 / 800    | RL | – | BL | SK Treibach | – | FC Blau-Weiß Linz | 0:3 (0:1) |
| SR: Edlinger        | Torschützen: | Torschützen: | Torschützen: | 0:1 (9.) Oliver Wähling, 0:2 (70.) Anderson, 0:3 (75.) Ronivaldo | 0:1 (9.) Oliver Wähling, 0:2 (70.) Anderson, 0:3 (75.) Ronivaldo | 0:1 (9.) Oliver Wähling, 0:2 (70.) Anderson, 0:3 (75.) Ronivaldo | 0:1 (9.) Oliver Wähling, 0:2 (70.) Anderson, 0:3 (75.) Ronivaldo |
| 25.07.2025 / 550    | RL | – | LL | SV Oberwart | – | ATSV Wolfsberg | 7:0 (5:0) |
| SR: Fischer         | Torschützen: | Torschützen: | Torschützen: | 1:0 (8.) Jura Štimac, 2:0 (15.) Philipp Siegl, 3:0 (25.) Christoph Halper, 4:0 (29.) Lukas Ried, 5:0 (39.) Lukas Ried, 6:0 (62., Elfmeter) Lukas Ried, 7:0 (86.) Michael Hutter | 1:0 (8.) Jura Štimac, 2:0 (15.) Philipp Siegl, 3:0 (25.) Christoph Halper, 4:0 (29.) Lukas Ried, 5:0 (39.) Lukas Ried, 6:0 (62., Elfmeter) Lukas Ried, 7:0 (86.) Michael Hutter | 1:0 (8.) Jura Štimac, 2:0 (15.) Philipp Siegl, 3:0 (25.) Christoph Halper, 4:0 (29.) Lukas Ried, 5:0 (39.) Lukas Ried, 6:0 (62., Elfmeter) Lukas Ried, 7:0 (86.) Michael Hutter | 1:0 (8.) Jura Štimac, 2:0 (15.) Philipp Siegl, 3:0 (25.) Christoph Halper, 4:0 (29.) Lukas Ried, 5:0 (39.) Lukas Ried, 6:0 (62., Elfmeter) Lukas Ried, 7:0 (86.) Michael Hutter |
| 25.07.2025 / 1.499  | RL | – | BL | SK Bischofshofen | – | SK Sturm Graz (M) | 0:4 (0:3) |
| SR: Pfister         | Torschützen: | Torschützen: | Torschützen: | 0:1 (9.) Otar Kiteischwili, 0:2 (11., Eigentor) Oleksandr Safonow, 0:3 (13.) Seedy Jatta, 0:4 (86.) Amady Camara | 0:1 (9.) Otar Kiteischwili, 0:2 (11., Eigentor) Oleksandr Safonow, 0:3 (13.) Seedy Jatta, 0:4 (86.) Amady Camara | 0:1 (9.) Otar Kiteischwili, 0:2 (11., Eigentor) Oleksandr Safonow, 0:3 (13.) Seedy Jatta, 0:4 (86.) Amady Camara | 0:1 (9.) Otar Kiteischwili, 0:2 (11., Eigentor) Oleksandr Safonow, 0:3 (13.) Seedy Jatta, 0:4 (86.) Amady Camara |
| 26.07.2025 / 700    | LL | – | 2L | SV Dinamo Helfort (LC) | – | Kapfenberger SV | 1:2 (1:1) |
| SR: Smolinski       | Torschützen: | Torschützen: | Torschützen: | 1:0 (27.) Sean Ljevakovic, 1:1 (38.) Robin Littig, 1:2 (90+3.) Thomas Maier | 1:0 (27.) Sean Ljevakovic, 1:1 (38.) Robin Littig, 1:2 (90+3.) Thomas Maier | 1:0 (27.) Sean Ljevakovic, 1:1 (38.) Robin Littig, 1:2 (90+3.) Thomas Maier | 1:0 (27.) Sean Ljevakovic, 1:1 (38.) Robin Littig, 1:2 (90+3.) Thomas Maier |
| 26.07.2025 / 1.100  | RL | – | 2L | ASKÖ Oedt | – | SV Austria Salzburg | 1:0 (0:0) |
| SR: Simsek          | Torschützen: | Torschützen: | Torschützen: | 1:0 (70.) Jonathan Alukwu | 1:0 (70.) Jonathan Alukwu | 1:0 (70.) Jonathan Alukwu | 1:0 (70.) Jonathan Alukwu |
| 26.07.2025 / 600    | L5 | – | BL | SC Hirschwang (LC) | – | SCR Altach | 1:4 (0:2) |
| SR: Barmaksiz       | Torschützen: | Torschützen: | Torschützen: | 0:1 (6.) Marlon Mustapha, 0:2 (44., Eigentor) Daniel Pichler, 1:2 (48.) Leke Krasniqi, 1:3 (61.) Marlon Mustapha, 1:4 (88.) Pascal Juan Estrada : Libor Žondra (38., Hirschwang) | 0:1 (6.) Marlon Mustapha, 0:2 (44., Eigentor) Daniel Pichler, 1:2 (48.) Leke Krasniqi, 1:3 (61.) Marlon Mustapha, 1:4 (88.) Pascal Juan Estrada : Libor Žondra (38., Hirschwang) | 0:1 (6.) Marlon Mustapha, 0:2 (44., Eigentor) Daniel Pichler, 1:2 (48.) Leke Krasniqi, 1:3 (61.) Marlon Mustapha, 1:4 (88.) Pascal Juan Estrada : Libor Žondra (38., Hirschwang) | 0:1 (6.) Marlon Mustapha, 0:2 (44., Eigentor) Daniel Pichler, 1:2 (48.) Leke Krasniqi, 1:3 (61.) Marlon Mustapha, 1:4 (88.) Pascal Juan Estrada : Libor Žondra (38., Hirschwang) |
| 26.07.2025 / 3.650  | RL | – | BL | Union Dietach | – | FC Red Bull Salzburg | 0:4 (0:1) |
| SR: Ristoskov       | Torschützen: | Torschützen: | Torschützen: | 0:1 (22.) Dorgeles Nene, 0:2 (52.) Petar Ratkov, 0:3 (69.) Petar Ratkov, 0:4 (90.) Kerim Alajbegović : Engin Can Ketan (76., Dietach), Aleksa Terzić (76., Salzburg) | 0:1 (22.) Dorgeles Nene, 0:2 (52.) Petar Ratkov, 0:3 (69.) Petar Ratkov, 0:4 (90.) Kerim Alajbegović : Engin Can Ketan (76., Dietach), Aleksa Terzić (76., Salzburg) | 0:1 (22.) Dorgeles Nene, 0:2 (52.) Petar Ratkov, 0:3 (69.) Petar Ratkov, 0:4 (90.) Kerim Alajbegović : Engin Can Ketan (76., Dietach), Aleksa Terzić (76., Salzburg) | 0:1 (22.) Dorgeles Nene, 0:2 (52.) Petar Ratkov, 0:3 (69.) Petar Ratkov, 0:4 (90.) Kerim Alajbegović : Engin Can Ketan (76., Dietach), Aleksa Terzić (76., Salzburg) |
| 26.07.2025 / 650    | RL | – | 2L | SV Kuchl | – | SC Austria Lustenau | 2:3 (1:1) |
| SR: Kettlgruber     | Torschützen: | Torschützen: | Torschützen: | 0:1 (6.) Lenn Jastremski, 1:1 (13.) Justin Mühlbauer, 2:1 (63., Elfmeter) Nico Schiedermeier, 2:2 (75., Elfmeter) Sacha Delaye, 2:3 (90.) Haris Ismailcebioglu : Domenik Schierl (44., Lustenau)                                                                                               | 0:1 (6.) Lenn Jastremski, 1:1 (13.) Justin Mühlbauer, 2:1 (63., Elfmeter) Nico Schiedermeier, 2:2 (75., Elfmeter) Sacha Delaye, 2:3 (90.) Haris Ismailcebioglu : Domenik Schierl (44., Lustenau)                                                                                               | 0:1 (6.) Lenn Jastremski, 1:1 (13.) Justin Mühlbauer, 2:1 (63., Elfmeter) Nico Schiedermeier, 2:2 (75., Elfmeter) Sacha Delaye, 2:3 (90.) Haris Ismailcebioglu : Domenik Schierl (44., Lustenau)                                                                                               | 0:1 (6.) Lenn Jastremski, 1:1 (13.) Justin Mühlbauer, 2:1 (63., Elfmeter) Nico Schiedermeier, 2:2 (75., Elfmeter) Sacha Delaye, 2:3 (90.) Haris Ismailcebioglu : Domenik Schierl (44., Lustenau)                                                                                               |
| 26.07.2025 / 3.500  | RL | – | BL | Wiener Sport-Club | – | LASK | 0:4 (0:4) |
| SR: Schnur          | Torschützen: | Torschützen: | Torschützen: | 0:1 (12.) Samuel Adeniran, 0:2 (15.) Andrés Andrade, 0:3 (22.) Christoph Lang, 0:4 (28.) Samuel Adeniran | 0:1 (12.) Samuel Adeniran, 0:2 (15.) Andrés Andrade, 0:3 (22.) Christoph Lang, 0:4 (28.) Samuel Adeniran | 0:1 (12.) Samuel Adeniran, 0:2 (15.) Andrés Andrade, 0:3 (22.) Christoph Lang, 0:4 (28.) Samuel Adeniran | 0:1 (12.) Samuel Adeniran, 0:2 (15.) Andrés Andrade, 0:3 (22.) Christoph Lang, 0:4 (28.) Samuel Adeniran |
| 26.07.2025 / 1.000  | RL | – | BL | SV Lafnitz | – | TSV Hartberg | 2:5 (1:3) |
| SR: Greinecker      | Torschützen: | Torschützen: | Torschützen: | 1:0 (12., Elfmeter) Bajram Syla, 1:1 (15.) Elias Havel, 1:2 (20.) Patrik Mijić, 1:3 (43.) Elias Havel, 1:4 (54.) Patrik Mijić, 2:4 (60.) Daniel Markl, 2:5 (65.) Fabian Wilfinger | 1:0 (12., Elfmeter) Bajram Syla, 1:1 (15.) Elias Havel, 1:2 (20.) Patrik Mijić, 1:3 (43.) Elias Havel, 1:4 (54.) Patrik Mijić, 2:4 (60.) Daniel Markl, 2:5 (65.) Fabian Wilfinger | 1:0 (12., Elfmeter) Bajram Syla, 1:1 (15.) Elias Havel, 1:2 (20.) Patrik Mijić, 1:3 (43.) Elias Havel, 1:4 (54.) Patrik Mijić, 2:4 (60.) Daniel Markl, 2:5 (65.) Fabian Wilfinger | 1:0 (12., Elfmeter) Bajram Syla, 1:1 (15.) Elias Havel, 1:2 (20.) Patrik Mijić, 1:3 (43.) Elias Havel, 1:4 (54.) Patrik Mijić, 2:4 (60.) Daniel Markl, 2:5 (65.) Fabian Wilfinger |
| 26.07.2025 / 500    | RL | – | 2L | SC Retz | – | SV Stripfing | 0:5 (0:3) |
| SR: Telek           | Torschützen: | Torschützen: | Torschützen: | 0:1 (6.) Dario Kreiker, 0:2 (27.) Dario Kreiker, 0:3 (42.) Christoph Knasmüllner, 0:4 (63.) Jurica Poldrugač, 0:5 (83.) Yoann Beaka : Nenad Vasiljević (82., Retz) | 0:1 (6.) Dario Kreiker, 0:2 (27.) Dario Kreiker, 0:3 (42.) Christoph Knasmüllner, 0:4 (63.) Jurica Poldrugač, 0:5 (83.) Yoann Beaka : Nenad Vasiljević (82., Retz) | 0:1 (6.) Dario Kreiker, 0:2 (27.) Dario Kreiker, 0:3 (42.) Christoph Knasmüllner, 0:4 (63.) Jurica Poldrugač, 0:5 (83.) Yoann Beaka : Nenad Vasiljević (82., Retz) | 0:1 (6.) Dario Kreiker, 0:2 (27.) Dario Kreiker, 0:3 (42.) Christoph Knasmüllner, 0:4 (63.) Jurica Poldrugač, 0:5 (83.) Yoann Beaka : Nenad Vasiljević (82., Retz) |
| 26.07.2025 / 700    | LL | – | RL | FC Lendorf (LC) | – | SV Donau Wien | 1:2 (0:1) |
| SR: Ofner           | Torschützen: | Torschützen: | Torschützen: | 0:1 (35.) Miroslav Beljan, 0:2 (49.) Ensar Muminović, 1:2 (51.) Mario Zagler : Paul Sahanek (88., Donau) | 0:1 (35.) Miroslav Beljan, 0:2 (49.) Ensar Muminović, 1:2 (51.) Mario Zagler : Paul Sahanek (88., Donau) | 0:1 (35.) Miroslav Beljan, 0:2 (49.) Ensar Muminović, 1:2 (51.) Mario Zagler : Paul Sahanek (88., Donau) | 0:1 (35.) Miroslav Beljan, 0:2 (49.) Ensar Muminović, 1:2 (51.) Mario Zagler : Paul Sahanek (88., Donau) |
| 27.07.2025 / 2.500  | RL | – | BL | ASK Voitsberg | – | FK Austria Wien | 3:2 (1:1) |
| SR: Untergasser     | Torschützen: | Torschützen: | Torschützen: | 1:0 (23.) Andreas Pfingstner, 1:1 (45+1.) Noah Botić, 1:2 (57.) Maurice Malone, 2:2 (63.) Luka Živanović, 3:2 (65.) Martin Krienzer | 1:0 (23.) Andreas Pfingstner, 1:1 (45+1.) Noah Botić, 1:2 (57.) Maurice Malone, 2:2 (63.) Luka Živanović, 3:2 (65.) Martin Krienzer | 1:0 (23.) Andreas Pfingstner, 1:1 (45+1.) Noah Botić, 1:2 (57.) Maurice Malone, 2:2 (63.) Luka Živanović, 3:2 (65.) Martin Krienzer | 1:0 (23.) Andreas Pfingstner, 1:1 (45+1.) Noah Botić, 1:2 (57.) Maurice Malone, 2:2 (63.) Luka Živanović, 3:2 (65.) Martin Krienzer |
| 27.07.2025 / 245    | RL | – | LL | FC Pinzgau Saalfelden (LC) | – | SC Röthis | 1:2 (0:0) |
| SR: Skalic          | Torschützen: | Torschützen: | Torschützen: | 1:0 (57.) Thomas Hučko, 1:1 (58.) Clemens Knoll, 1:2 (64.) Sandro Nachbaur | 1:0 (57.) Thomas Hučko, 1:1 (58.) Clemens Knoll, 1:2 (64.) Sandro Nachbaur | 1:0 (57.) Thomas Hučko, 1:1 (58.) Clemens Knoll, 1:2 (64.) Sandro Nachbaur | 1:0 (57.) Thomas Hučko, 1:1 (58.) Clemens Knoll, 1:2 (64.) Sandro Nachbaur |
| 27.07.2025 / 15.753 | RL | – | BL | FC Wacker Innsbruck | – | SK Rapid Wien | 0:1 (0:0) |
| SR: Macanovic       | Torschützen: | Torschützen: | Torschützen: | 0:1 (78.) Bendegúz Bolla | 0:1 (78.) Bendegúz Bolla | 0:1 (78.) Bendegúz Bolla | 0:1 (78.) Bendegúz Bolla |
| Legende:            | BL = Bundesliga (1. Leistungsstufe) – 2L = 2. Liga (2. Leistungsstufe) RL = Regionalliga (3. Leistungsstufe) – LL = Landesliga (4. Leistungsstufe) – L5 = 5. Leistungsstufe M = amtierender Meister – C = amtierender Cupsieger – LC = Amtierender Landescupsieger i. E. = im Elfmeterschießen | BL = Bundesliga (1. Leistungsstufe) – 2L = 2. Liga (2. Leistungsstufe) RL = Regionalliga (3. Leistungsstufe) – LL = Landesliga (4. Leistungsstufe) – L5 = 5. Leistungsstufe M = amtierender Meister – C = amtierender Cupsieger – LC = Amtierender Landescupsieger i. E. = im Elfmeterschießen | BL = Bundesliga (1. Leistungsstufe) – 2L = 2. Liga (2. Leistungsstufe) RL = Regionalliga (3. Leistungsstufe) – LL = Landesliga (4. Leistungsstufe) – L5 = 5. Leistungsstufe M = amtierender Meister – C = amtierender Cupsieger – LC = Amtierender Landescupsieger i. E. = im Elfmeterschießen | BL = Bundesliga (1. Leistungsstufe) – 2L = 2. Liga (2. Leistungsstufe) RL = Regionalliga (3. Leistungsstufe) – LL = Landesliga (4. Leistungsstufe) – L5 = 5. Leistungsstufe M = amtierender Meister – C = amtierender Cupsieger – LC = Amtierender Landescupsieger i. E. = im Elfmeterschießen | BL = Bundesliga (1. Leistungsstufe) – 2L = 2. Liga (2. Leistungsstufe) RL = Regionalliga (3. Leistungsstufe) – LL = Landesliga (4. Leistungsstufe) – L5 = 5. Leistungsstufe M = amtierender Meister – C = amtierender Cupsieger – LC = Amtierender Landescupsieger i. E. = im Elfmeterschießen | BL = Bundesliga (1. Leistungsstufe) – 2L = 2. Liga (2. Leistungsstufe) RL = Regionalliga (3. Leistungsstufe) – LL = Landesliga (4. Leistungsstufe) – L5 = 5. Leistungsstufe M = amtierender Meister – C = amtierender Cupsieger – LC = Amtierender Landescupsieger i. E. = im Elfmeterschießen | BL = Bundesliga (1. Leistungsstufe) – 2L = 2. Liga (2. Leistungsstufe) RL = Regionalliga (3. Leistungsstufe) – LL = Landesliga (4. Leistungsstufe) – L5 = 5. Leistungsstufe M = amtierender Meister – C = amtierender Cupsieger – LC = Amtierender Landescupsieger i. E. = im Elfmeterschießen |

## 2. Runde
Für die zweite Runde haben sich folgende Mannschaften qualifiziert:
| Bundesliga (10) | 2. Liga (10) | Regionalliga Ost (4)                                             |
| --- | --- | ---------------------------------------------------------------- |
| - SCR Altach - SK Sturm Graz (M) - TSV Hartberg - LASK - FC Blau-Weiß Linz - SV Ried - FC Red Bull Salzburg - WSG Tirol - SK Rapid Wien - Wolfsberger AC (C) | - Admira Wacker - SKU Amstetten - Schwarz-Weiß Bregenz - Floridsdorfer AC - Kapfenberger SV - SC Austria Lustenau - SKN St. Pölten - SV Stripfing - First Vienna FC - FC Hertha Wels | - SV Horn - FC Marchfeld Donauauen - SV Oberwart - SV Donau Wien |
| Regionalliga Mitte (4) | Regionalliga West (3) | Landesligen (1)                                                  |
| - Union Gurten - ASKÖ Oedt - ATUS Velden - ASK Voitsberg | - FC Dornbirn 1913 (V-LC) - SVG Reichenau (T-LC) - SC Schwaz | - SC Röthis (V)                                                  |